# Brachypteracias leptosomus
Brachypteracias leptosomus là một loài chim trong họ Brachypteraciidae.